# STAL

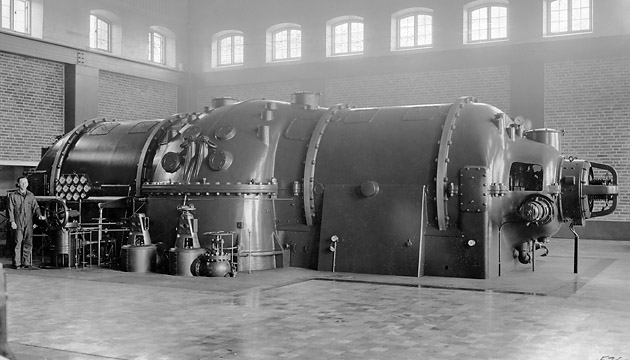
Ångturbindriven Ljungström el-generator för 50 MW avgiven elektrisk effekt (G5 i Västerås ångkraftverk).

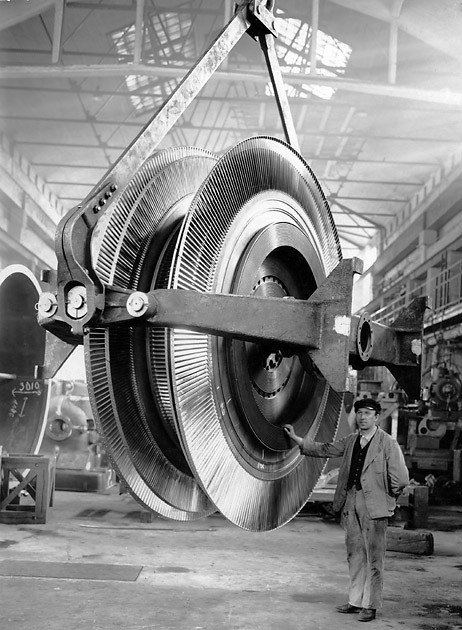
Turbinrotorn till en 50 MW Ljungström ångturbin. Radialturbinhjul i centrum kombinerat med axialturbiner ytterst.

STAL (eg. Svenska Turbinfabriks AB Ljungström) i Finspång var ett tidigare industriföretag med tillverkning av gas- och ångturbiner bildat 1913, efter bröderna Birger och Fredrik Ljungströms konstruktion av Ljungströmturbinen. År 1916 blev STAL dotterbolag till ASEA. År 1959 slogs företaget samman med AB de Lavals Ångturbin i Stockholm och bildade Turbin AB de Laval Ljungström, som 1962 bytte namn till STAL-LAVAL Turbin AB. Efter att Asea gått samman med Brown Boveri till ABB 1988 ändrades namnet till ABB STAL AB. Detta bolag kom senare att gå samman med Alstom och idag är verksamheten uppdelad mellan Alstom (Alstom Power Sweden AB) och Siemens (Siemens Industrial Turbomachinery AB).

## Historia
AB Ljungströms Ångturbin bildades 1908 för tillverkning av Ljungströmturbinen (senare kallad STAL-turbin) och andra uppfinningar av de två bröderna Birger Ljungström (1872–1948) och Fredrik Ljungström (1875–1964). Den första Ljungströmturbinen var färdig, och 1912 levererades det andra exemplaret på 7000 kW till England för att försörja Londons spårvägar med ström. Tillverkningen var från början förlagd till verkstäder på Lövholmen vid Liljeholmen strax utanför Stockholm.
Svenska Turbinfabriks AB Ljungström (STAL) bildades 1913 för att överta tillverknings- och försäljningsrätten av Ljungströmturbinen. Tillverkningen flyttade samtidigt till Finspång. Verksamheten expanderade snabbt och ångturbiner för både industriella och marina ändamål kom exporteras till bland annat Japan, Sydafrika och Polen.
ASEA övertog aktiemajoriteten i STAL 1916, och 1932 levererade man Nordeuropas största kraftmaskin, en 50 MW STAL-turbin, till det statliga Västerås Ångkraftverk. Samma år upptogs också kylmaskinstillverkning från ett annat av ASEA:s dotterbolag, Luth & Roséns Elektriska AB i Stockholm. Under 1940-talet började STAL utveckla gasturbiner till jetmotorer. Bland annat var tanken var att tillverka stridsflygsmotorer till det svenska flygvapnet, men då dessa föredrog brittiska tillverkare fick STAL istället inrikta sig på stationära, industriella gasturbiner. Resultatet blev modellen GT-35 som i vidare utvecklad form fortfarande säljs, nu under namnet SGT-500
År 1959 slogs verksamheten samman med AB de Lavals Ångturbin. Det nya bolagsnamnet STAL-LAVAL Turbin AB tillkom ett par år senare och verksamheten koncentrerades till Finspång.

## Verkställande direktörer
STAL hade följande verkställande direktörer:
- 1913–1916: Birger Ljungström
- 1917–1919: Ivar Hahne
- 1920–1940: Georg Leire
- 1941–1955: Erik David Lindblom
- 1955–1959 (1961): Curt Nicolin